# Liste der Kulturdenkmale in Mertendorf (bei Naumburg)
In der Liste der Kulturdenkmale in Mertendorf sind alle Kulturdenkmale der Gemeinde Mertendorf und ihrer Ortsteile aufgelistet. Grundlage ist das Denkmalverzeichnis des Landes Sachsen-Anhalt, das auf Basis des Denkmalschutzgesetzes des Landes Sachsen-Anhalt vom 21. Oktober 1991 durch das Landesamt für Denkmalpflege und Archäologie Sachsen-Anhalt erstellt und seither laufend ergänzt wurde (Stand: 31. Dezember 2022).

## Kulturdenkmale nach Ortsteilen

### Cauerwitz
| Lage                              | Bezeichnung | Beschreibung | Erfassungs- nummer | Ausweisungsart | Bild |
| --------------------------------- | ----------- | ------------ | ------------------ | -------------- | ---- |
| ca. 1 km östlich vorm Ort (Karte) | Wasserturm  |              | 094 95639          | Baudenkmal     | BW   |
| Cauerwitzer Dorfstraße 6 (Karte)  | Gutshaus    |              | 094 95641          | Baudenkmal     | BW   |
| Cauerwitzer Dorfstraße 14 (Karte) | Gasthaus    |              | 094 95640          | Baudenkmal     | BW   |

### Droitzen
| Lage                                | Bezeichnung  | Beschreibung | Erfassungs- nummer | Ausweisungsart | Bild |
| ----------------------------------- | ------------ | ------------ | ------------------ | -------------- | ---- |
| Droitzen 8 (Karte)                  | Bauernhof    |              | 094 83612          | Baudenkmal     | BW   |
| Droitzen 10, 11, 12, 13, 14 (Karte) | Straßenzeile |              | 094 83613          | Denkmalbereich | BW   |
| Droitzen 16, 23 (Karte)             | Häusergruppe |              | 094 83614          | Denkmalbereich | BW   |

### Großgestewitz
| Lage                                                                                     | Bezeichnung                              | Beschreibung         | Erfassungs- nummer | Ausweisungsart               | Bild                    |
| ---------------------------------------------------------------------------------------- | ---------------------------------------- | -------------------- | ------------------ | ---------------------------- | ----------------------- |
| Kreuzung bzw. Abzweig der Straße nach Großgestewitz von der Route Beuditz-Löbitz (Karte) | Gedenkstein für Bismarcks 80. Geburtstag |                      | 094 84404          | Baudenkmal                   | BW                      |
| Dorfstraße Großgestewitz (Karte)                                                         | Rittergut Großgestewitz                  | Rittergut            | 094 83655          | Baudenkmal                   | Rittergut Großgestewitz |
| Dorfstraße Großgestewitz (Karte)                                                         | Park                                     | Park des Rittergutes | 094 83655 001      | Teilobjekt eines Baudenkmals | BW                      |
| Dorfstraße Großgestewitz (Karte)                                                         | Kirche                                   | Kirche               | 094 83656          | Baudenkmal                   | Kirche                  |
| Dorfstraße Großgestewitz 7 (Karte)                                                       | Wohnhaus                                 |                      | 094 83657          | Baudenkmal                   | BW                      |

### Görschen
| Lage                                                                                                | Bezeichnung       | Beschreibung                                                                                                   | Erfassungs- nummer | Ausweisungsart | Bild           |
| --------------------------------------------------------------------------------------------------- | ----------------- | --- | ------------------ | -------------- | -------------- |
| B 180 in Richtung Zeitz ca. 700 m vor der ersten Abzweigung nach Stößen, südlich der Straße (Karte) | Gedenkstein       | Blumenberg-Denkmal, Grab eines Gefallenen der Befreiungskriege                                                 | 094 84405          | Baudenkmal     | BW             |
| Görschen (Karte)                                                                                    | St.-Crucis-Kirche | | 094 83615          | Baudenkmal     | Weitere Bilder |
| Görschen (Karte)                                                                                    | Wegweiser         | Im Vorraum zur Kirche befindet sich die sogenannte Puppe, ein Wegweiser in Formen des ländlichen Klassizismus. | 094 83622          | Kleindenkmal   | BW             |
| Görschen 3 (Karte)                                                                                  | Bauernhof         | | 094 83621          | Baudenkmal     | BW             |
| Görschen 7 (Karte)                                                                                  | Bauernhof         | | 094 83618          | Baudenkmal     | BW             |
| Görschen 9 (Karte)                                                                                  | Bauernhof         | | 094 83619          | Baudenkmal     | BW             |
| Görschen 16 (Karte)                                                                                 | Bauernhof         | | 094 83616          | Baudenkmal     | BW             |
| Görschen 22 (Karte)                                                                                 | Pfarrhaus         | | 094 83617          | Baudenkmal     | BW             |
| Görschen 3, 4, 5, 6, 7 (Karte)                                                                      | Straßenzeile      | | 094 83620          | Denkmalbereich | BW             |

### Löbitz
| Lage                                                                                                  | Bezeichnung | Beschreibung | Erfassungs- nummer | Ausweisungsart | Bild           |
| --- | ----------- | --- | ------------------ | -------------- | -------------- |
| Große Gasse 8 (Karte)                                                                                 | Bauernhof   | | 094 83627          | Baudenkmal     | BW             |
| Große Gasse 5, 6 (Karte)                                                                              | Bauernhaus  | | 094 83629          | Baudenkmal     | BW             |
| Hauptstraße 8 (Karte)                                                                                 | Bauernhaus  | | 094 83630          | Baudenkmal     | BW             |
| Hauptstraße 13, 14 (Karte)                                                                            | Gutshof     | Der ehemalige Gutshof des Ortes ist eine ausgedehnte barocke Anlage mit einem zweigeschossigen Wohnbau mit Krüppelwalmdach. Im Giebel befindet sich eine Inschrifttafel aus dem Jahr 1735. Das Torgebäude des Hofes ist in klassizistischen Formen gehalten und auf das Jahr 1816 datiert. | 094 83625          | Baudenkmal     | Gutshof        |
| Kirchweg (Karte)                                                                                      | Kirche      | | 094 83631          | Baudenkmal     | Weitere Bilder |
| Kirchweg 3 (Karte)                                                                                    | Pfarrhaus   | | 094 83626          | Baudenkmal     | BW             |
| Landstraße zwischen Löbitz und Pauscha ca. 800 m ost-südöstlich von Löbitz (Karte)                    | Gedenkstein | Gedenkstein für den verunglückten Rittergutsbesitzer Peter Hermann Vogt | 094 83623          | Baudenkmal     | BW             |
| Landstraße zwischen Löbitz und Pauscha am Südrand der Straße, ca. 500 m südöstlich von Löbitz (Karte) | Gedenkstein | | 094 83624          | Kleindenkmal   | BW             |
| Zum Wiesengrund 6 am Steinbach (Karte)                                                                | Mühle       | Mühle am Steinbach | 094 83628          | Baudenkmal     | BW             |

### Mertendorf
| Lage                                                      | Bezeichnung       | Beschreibung       | Erfassungs- nummer | Ausweisungsart | Bild           |
| --------------------------------------------------------- | ----------------- | ------------------ | ------------------ | -------------- | -------------- |
| Dorfplatz 1 (Karte)                                       | Gasthof           | Schänke St. Martin | 094 83507          | Baudenkmal     | Gasthof        |
| Naumburger Straße (Karte)                                 | St. Martin Kirche |                    | 094 83498          | Baudenkmal     | Weitere Bilder |
| Naumburger Straße 18, 27, 29 (Karte)                      | Straßenzug        |                    | 094 83499          | Denkmalbereich | Straßenzug     |
| Naumburger Straße 19 (Karte)                              | Bauernhof         |                    | 094 83500          | Baudenkmal     | BW             |
| Schafgasse 1 (Karte)                                      | Bauernhof         |                    | 094 83508          | Baudenkmal     | BW             |
| Kreuzung Straße des Friedens / Wettaburger Straße (Karte) | Kriegerdenkmal    |                    | 094 83506          | Baudenkmal     | Kriegerdenkmal |
| Straße des Friedens 1 (Karte)                             | Bauernhof         |                    | 094 83505          | Baudenkmal     | BW             |
| Straße des Friedens 4 (Karte)                             | Wohnhaus          |                    | 094 83504          | Baudenkmal     | BW             |
| Straße des Friedens 5 (Karte)                             | Wohnhaus          |                    | 094 83503          | Baudenkmal     | BW             |
| Straße des Friedens 12 (Karte)                            | Pfarrhaus         |                    | 094 83501          | Baudenkmal     | BW             |
| Straße des Friedens 14 (Karte)                            | Wohnhaus          |                    | 094 83502          | Baudenkmal     | BW             |

### Pauscha
| Lage                         | Bezeichnung | Beschreibung | Erfassungs- nummer | Ausweisungsart | Bild           |
| ---------------------------- | ----------- | ------------ | ------------------ | -------------- | -------------- |
| Am Rittergut 1 (Karte)       | Bauernhof   |              | 094 83634          | Baudenkmal     | BW             |
| Am Rittergut 4 (Karte)       | Gutshof     |              | 094 83632          | Baudenkmal     | Weitere Bilder |
| Am Rittergut 6 (Karte)       | Bauernhaus  |              | 094 83635          | Baudenkmal     | BW             |
| Osterfelder Straße 1 (Karte) | Bauernhaus  |              | 094 83636          | Baudenkmal     | BW             |
| Pauschaer Kirchweg 1 (Karte) | Bauernhof   |              | 094 83633          | Baudenkmal     | BW             |

### Punkewitz
| Lage                                   | Bezeichnung    | Beschreibung                  | Erfassungs- nummer | Ausweisungsart | Bild |
| -------------------------------------- | -------------- | ----------------------------- | ------------------ | -------------- | ---- |
| Weinbergweg 1 (Karte)                  | Bauernhof      |                               | 094 95651          | Baudenkmal     | BW   |
| Wetterscheidter Straße (Karte)         | Denkmal        | Denkmal für Albin Heidenreich | 094 95650          | Baudenkmal     | BW   |
| Wetterscheidter Straße (Karte)         | Kriegerdenkmal |                               | 094 95649          | Baudenkmal     | BW   |
| Wetterscheidter Straße 12 (Karte)      | Bauernhof      |                               | 094 95647          | Baudenkmal     | BW   |
| Wetterscheidter Straße 16 (Karte)      | Bauernhof      |                               | 094 95648          | Baudenkmal     | BW   |
| Wetterscheidter Straße 30, 30a (Karte) | Bauernhof      |                               | 094 95646          | Baudenkmal     | BW   |

### Rathewitz
| Lage                                      | Bezeichnung    | Beschreibung | Erfassungs- nummer | Ausweisungsart | Bild           |
| ----------------------------------------- | -------------- | --- | ------------------ | -------------- | -------------- |
| Rathewitz (Karte)                         | Kirche         | Die spätgotische Chorturmkirche stammt ursprünglich aus dem 16. Jahrhundert und wurde im 18. Jahrhundert barockisiert. Der quadratische Turm verfügt über einen Fachwerkaufsatz und ein Satteldach. Im Innern befindet sich eine barocke Holzdecke auf profilierten Balken, sowie eine Hufeisenempore, welche auf das Jahr 1742 datiert wird. Eine kielbogige Sakramentsnische ist über dem westlichen Portal eingelassen. Im östlichen Chorfenster ist eine Glasmalerei aus dem Jahr 1903 zu sehen. Sie zeigt den segnenden Christus. Die Bronzeglocke stammt aus dem Jahr 1576 und wurde durch Eckhart Kucher gegossen. | 094 83520          | Baudenkmal     | Weitere Bilder |
| Rathewitz westlich vor der Kirche (Karte) | Kriegerdenkmal | | 094 83521          | Baudenkmal     | BW             |
| Rathewitz 15 (Karte)                      | Bauernhof      | | 094 83519          | Baudenkmal     | BW             |

### Scheiplitz
| Lage                      | Bezeichnung    | Beschreibung | Erfassungs- nummer | Ausweisungsart | Bild |
| ------------------------- | -------------- | ------------ | ------------------ | -------------- | ---- |
| Scheiplitz (Karte)        | Kriegerdenkmal |              | 094 83610          | Baudenkmal     | BW   |
| Scheiplitz 12, 13 (Karte) | Häusergruppe   |              | 094 83611          | Denkmalbereich | BW   |

### Seiselitz
| Lage                             | Bezeichnung | Beschreibung | Erfassungs- nummer | Ausweisungsart | Bild |
| -------------------------------- | ----------- | ------------ | ------------------ | -------------- | ---- |
| Seiselitzer Dorfstraße 7 (Karte) | Bauernhof   |              | 094 95638          | Baudenkmal     | BW   |

### Utenbach
| Lage                                                        | Bezeichnung | Beschreibung | Erfassungs- nummer | Ausweisungsart | Bild   |
| ----------------------------------------------------------- | ----------- | ------------ | ------------------ | -------------- | ------ |
| zwischen Utenbach und Cauerwitz, östlich der Straße (Karte) | Brücke      |              | 094 95637          | Baudenkmal     | Brücke |
| ca. 1 km südlich der Ortslage inmitten der Feldflur         | Wasserwerk  |              | 094 95636          | Baudenkmal     |        |
| Utenbacher Dorfstraße (Karte)                               | Kirche      |              | 094 95634          | Baudenkmal     | Kirche |
| Utenbacher Dorfstraße 8 (Karte)                             | Bauernhof   |              | 094 95635          | Baudenkmal     | BW     |

### Wetterscheidt
| Lage                 | Bezeichnung  | Beschreibung | Erfassungs- nummer | Ausweisungsart | Bild  |
| -------------------- | ------------ | ------------ | ------------------ | -------------- | ----- |
| Bachstraße 1 (Karte) | Bauernhof    |              | 094 95644          | Baudenkmal     | BW    |
| Bachstraße 8 (Karte) | Bauernhof    |              | 094 95645          | Baudenkmal     | BW    |
| Mühlweg 1 (Karte)    | Mühle        | Untermühle   | 094 95642          | Baudenkmal     | Mühle |
| Mühlweg 1 (Karte)    | Weinberghaus |              | 094 96196          | Baudenkmal     | BW    |
| Mühlweg 6 (Karte)    | Mühle        | Walkmühle    | 094 95643          | Baudenkmal     | BW    |

## Ehemalige Kulturdenkmale nach Ortsteilen

### Mertendorf
| Lage                 | Bezeichnung | Beschreibung | Erfassungs- nummer | Ausweisungsart | Bild |
| -------------------- | ----------- | ------------ | ------------------ | -------------- | ---- |
| Schafgasse 5 (Karte) | Bauernhof   |              | 094 83509          |                | BW   |

## Legende
In den Spalten befinden sich folgende Informationen:
- Lage: Nennt den Straßennamen und wenn vorhanden die Hausnummer des Kulturdenkmals. Die Grundsortierung der Liste erfolgt nach dieser Adresse. Der Link „Karte“ führt zu verschiedenen Kartendarstellungen und nennt die geographischen Koordinaten.
Link zu einem Kartenansichtstool, um Koordinaten zu setzen. In der Kartenansicht sind Baudenkmale ohne Koordinaten mit einem roten bzw. orangen Marker dargestellt und können in der Karte gesetzt werden. Baudenkmale ohne Bild sind mit einem blauen bzw. roten Marker gekennzeichnet, Baudenkmale mit Bild mit einem grünen bzw. orangen Marker.
- Offizielle Bezeichnung: Nennt den Namen, die Bezeichnung oder zumindest die Art des Kulturdenkmals und verlinkt, soweit vorhanden, auf den Artikel zum Objekt.
- Beschreibung: Nennt bauliche und geschichtliche Einzelheiten des Kulturdenkmals, vorzugsweise die Denkmaleigenschaften.
- Erfassungsnummer: Für jedes Kulturdenkmal wird in Sachsen-Anhalt eine 20stellige Erfassungsnummer vergeben. Die letzten zwölf Ziffern werden für die Untergliederung nach Teilobjekten genutzt und werden nur angegeben, soweit vergeben. In dieser Spalte kann sich folgendes Icon  befinden, dies führt zu Angaben zu diesem Baudenkmal bei Wikidata.
- Ausweisungsart: Die Einordnung des Denkmales nach § 2 Abs. 2 DenkmSchG LSA
- Bild: Ein Bild des Denkmales, und gegebenenfalls einen Link zu weiteren Fotos des Kulturdenkmals im Medienarchiv Wikimedia Commons. Wenn man auf das Kamerasymbol klickt, können Fotos zu Kulturdenkmalen aus dieser Liste hochgeladen werden: